# Sari
Sari (także pisane saree) – tradycyjna część garderoby zakładana przez kobiety na subkontynencie indyjskim. Ta część garderoby jest znana pod różnymi nazwami w rozmaitych językach indyjskich: w hindi, gujarati i marathi znane jest jako sari, w kannada jako seere, telugu jako cheera i w tamil jako podavai.  

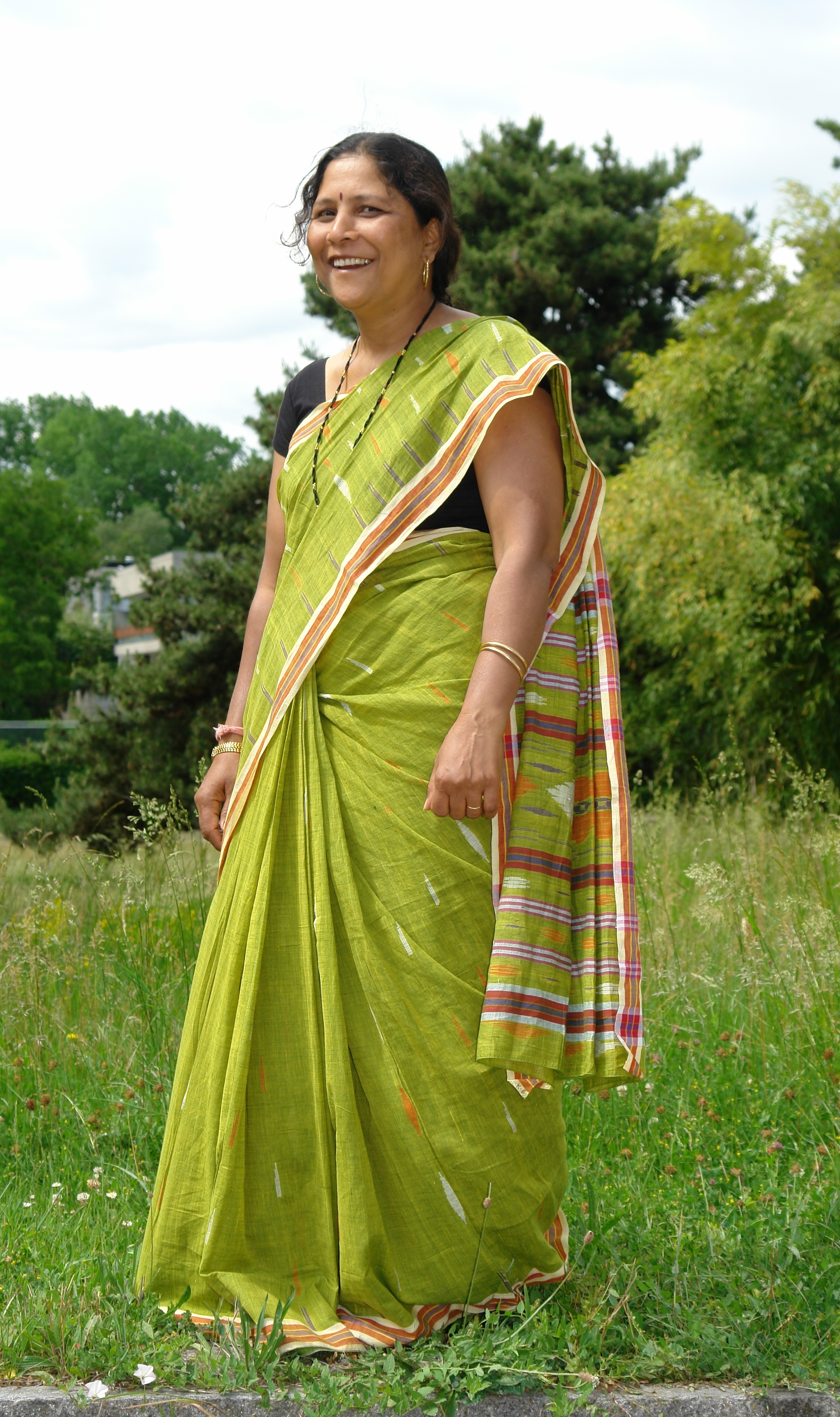
sari

Sari jest pasem materiału, długości 5-6 metrów, którego się nie zszywa. Ubiór może być drapowany na kilkanaście stylów. Najbardziej popularnym jest zawijanie dookoła talii, z końcem udrapowanym na ramieniu. Sari najczęściej jest zakładane na halkę (zwaną lehenga/ghagra w północnych Indiach i pavada/pavadai na południu) wraz z krótką bluzeczką z niewielkimi rękawkami znaną jako choli. Biurowa etykieta zabrania noszenia krótkich choli bez rękawków. Również kobiety pracujące w siłach zbrojnych oraz nauczycielki akademickie zakładają choli z krótkim rękawem, zakrywające talię.

## Historia sari
Pochodzenie sari nie jest do końca znane głównie z powodu niewielkiej liczby zapisów historycznych na ten temat. Wiadomo jednak, że istnienie indyjskiego sari datuje się co najmniej 5000 lat wstecz. Po raz pierwszy zostało ono wymienione w Rig Weda, zapisanej około 300 lat przed naszą erą. Słowo sari pochodzi od słowa sattiki z grupy języków Prakryt. Z czasem słowo to uległo skróceniu, by ostatecznie przybrać formę sari.
Jedno z najwcześniejszych przedstawień ubioru drapowanego jak sari pochodzi z I w. p.n.e. – północno-indyjska terakota przedstawia boginię w sari owijającym ciasno każdą jej nogę z osobna. Ten wyszukany sposób okrywania ciała najprawdopodobniej został zapoczątkowany przez starożytne tancerki z indyjskich świątyń, które dzięki owijaniu materiału w sposób przypominający dzisiejsze spodnie, zapewniały sobie swobodę ruchów dowolnej części ciała przy jednoczesnym zachowaniu standardów skromności odzienia.
Szyte ubrania trafiły do Indii wraz z muzułmanami. Hindusi odnosili się do nich z wielką niechęcią, gdyż wierzyli, że wszelkie odzienie przekłute igłą jest nieczyste.
Powszechnie uważa się, że dzisiejsza indyjska halka, zwana ghagra oraz bluzeczka choli, które współczesne kobiety indyjskie zakładają pod sari, pojawiły się w Indiach wraz z kolonizacją tego kraju przez Brytyjczyków. Rosnąca liczba kobiet klasy średniej z początków XX wieku ochoczo adaptowała na swój użytek europejski styl ubioru – stąd obecność w dzisiejszym sari obcisłej bluzeczki z rękawkiem oraz halki. W tamtym czasie bardzo modne były również sari wykonane z prześwitującego szyfonu. Niektóre z żon ówczesnych królów Indii odziewały się nawet w sari wykonane przez paryskich projektantów.
Ideałem piękna w starożytnych Indiach była kobieta o wąskiej talii i okrągłym biuście oraz biodrach. Sari zdawało się być odzieniem idealnie podkreślającym te proporcje – eksponowało talię, która w otoczenie materiałowych draperii na biuście i biodrach zdawała się być niezwykle wąska. Czasem talię owijano ciasno dodatkowym pasem materiału, dzięki czemu krągłość bioder była jeszcze bardziej podkreślona.
Istnieją różne sposoby noszenia sari, które zdradzają, z jakiej części subkontynentu pochodzi nosząca je kobieta.